# Guadagno di funzione
In virologia, il guadagno di funzione (o GoF, dall'inglese gain of function) consiste nel produrre , su un organismo in laboratorio, delle modificazioni genetiche (chiamate anche  mutazioni attivanti) in grado di determinare l'acquisizione di una nuova funzione o il potenziamento di una preesistente.

## Descrizione
I guadagni di funzione modificano il prodotto genico in modo tale che il suo effetto diventi più forte (attivazione potenziata) o addirittura sia sostituito da una funzione diversa e anormale.
I virologi utilizzano esperimenti di guadagno e perdita di funzione per comprendere la composizione genetica dei virus e le specifiche dell'interazione virus-ospite. Questo esperimenti sono fondamentali per comprendere la biologia, l'ecologia e la patogenesi dei virus. Il termine è stato coniato per la prima volta nel 2012 in una riunione del National Institutes of Health (NIH), al fine di sostituire termini più descrittivi che indicavano preoccupazioni sulla ricerca che genera ceppi di virus respiratori altamente trasmissibili e altamente patogeni(Potenziali Patogeni Pandemici PPP).
Quando viene creato il nuovo allele, un eterozigote contenente l'allele appena creato e l'originale esprimerà il nuovo allele; geneticamente questo definisce le mutazioni come fenotipi dominanti. Molti dei morph di Muller corrispondono al guadagno di funzione, inclusi hypermorph (aumento dell'espressione genica) e neomorfo (nuova funzione).

## Ricerca
Nel dicembre 2017, il governo degli Stati Uniti ha revocato un divieto temporaneo che era stato disposto nel 2014, con cui si vietavano finanziamenti federali per qualsiasi nuovo esperimento di "guadagno di funzione" che potenziasse patogeni come l'influenza aviaria, la SARS e la sindrome respiratoria mediorientale (dovuta ai virus MERS-CoV).
Gli esperimenti di guadagno di funzione vengono generalmente eseguiti in strutture con livello di biosicurezza  tre o superiore (BSL-3+).

### Classificazione
Gli studiosi hanno classificato i tipi di ricerca GoF a seconda dei risultati degli esperimenti:
1. La prima categoria, che è stata chiamata "guadagno di ricerca funzionale di interesse"[su Internet, la frase sembra essere senza riscontro], comprende la generazione di virus con proprietà che non esistono in natura.
2. La seconda categoria riguarda la generazione di virus che possono essere più patogeni o più trasmissibili dei virus selvaggi, ma  comunque comparabili a quelli esistenti in natura o meno problematici.
3. La terza categoria, che è intermedia tra le prime due categorie, comprende la generazione di virus che si mostrano assai patogeni e/o trasmissibili in modelli animali che tuttavia non sembrano costituire un grave problema di salute pubblica.

#### Ricerca in virologia
Gli esperimenti GoF che generano virus con maggiore virulenza, trasmissibilità e patogenicità, secondo esperti, richiederebbero l'uso di alternative. Alternative che vengono proposte in un seminario di ricercatori virologi: Committee on gain-of-function research with H5N1/H7N9 avian influenza: a symposium svoltosi nel 2015 a Washington (DC).  Un secondo simposio si è svolto nel 2016 sempre a Washington.

#### Ricerca in campo oncologico
Le tecniche di GOF e loss-of-function LOF (perdita di funzione) trovano impiego, anche, in ambiti diversi dalla virologia, ad esempio in oncologia. Infatti, mutazioni spontanee di tipo GOF hanno un ruolo decisivo nello sviluppo e nella progressione di vari tipi di cancro. La ricerca sulle mutazioni di GOF può mostrare efficaci conseguenze funzionali; anche al fine di identificare potenziali bersagli terapeutici.